# Kurtuvėnai
Kurtuvėnai är en ort i Litauen. Den ligger i den centrala delen av landet, 190 km nordväst om huvudstaden Vilnius. Kurtuvėnai ligger 113 meter över havet och antalet invånare är 326.
Terrängen runt Kurtuvėnai är platt. Runt Kurtuvėnai är det ganska glesbefolkat, med 24 invånare per kvadratkilometer. Närmaste större samhälle är Šiauliai, 20,0 km nordost om Kurtuvėnai. I omgivningarna runt Kurtuvėnai växer i huvudsak blandskog.